# 深町秋生
深町 秋生（ふかまち あきお、1975年11月19日 -）は、日本の小説家。山形県南陽市出身。山辺町在住。

## 経歴・人物
山形県立山形中央高等学校を経て専修大学経済学部経済学科卒業。
銀行に勤めながら、趣味で小説を執筆していた父の姿を見て、「オヤジが書けるなら俺も」と幼少時から漠然と小説家を志す。その夢を持ち続け、大学卒業後、長井市の製薬メーカーに勤務する傍ら、山形市で月に1度開催される「小説家（ライター）になろう講座（現：山形小説家・ライター講座）」に通い、腕を磨く。
加藤 小判（ニルヴァーナのカート・コバーンのもじり）名義で『山形新聞』の「山新文学賞」に投稿を続ける。2003年、「山新新人賞」の選考委員を務めていた文芸評論家の池上冬樹の紹介で佐藤広行とともに『完全自殺マニュアル』を小説化した『小説自殺マニュアル』を発表。
2004年、『果てしなき渇き』で第3回『このミステリーがすごい!』大賞を受賞。同作は50万部を超えるベストセラーとなり、本格的に作家デビューした。2008年、製薬メーカーを退職し専業作家となる。
2014年、デビュー作『果てしなき渇き』が中島哲也監督により『渇き。』として映画化され、6月公開された。
小説のみならず『山形新聞』や『映画秘宝』にて映画評を、さくらんぼテレビサイト上にてコミック評論を手がけている。

## 作品リスト

### 単著

#### 組織犯罪対策課 八神瑛子シリーズ
- アウトバーン 組織犯罪対策課 八神瑛子（2011年7月 幻冬舎文庫）
- アウトクラッシュ 組織犯罪対策課 八神瑛子II（2012年3月 幻冬舎文庫）
- アウトサイダー 組織犯罪対策課 八神瑛子III（2013年6月 幻冬舎文庫）
- インジョーカー（2018年7月 幻冬舎）
  - 【改題】インジョーカー 組織犯罪対策課 八神瑛子（2020年8月 幻冬舎文庫）
- ファズイーター（2022年3月 幻冬舎）
  - 【改題】ファズイーター 組織犯罪対策課 八神瑛子（2024年3月 幻冬舎文庫）

#### バッドカンパニーシリーズ
- バッドカンパニー（2016年1月 集英社文庫）
  - 収録作品：レット・イット・ブリード / デッド・オア・アライブ / チープスリル / ファミリーアフェア / ダメージ・インク / イーヴル・ウーマン / ランブリン・ギャンブリン・マン
- オーバーキル バッドカンパニー II（2018年5月 集英社文庫）
  - 収録作品：ホワイトラビット / アズ・タイム・ゴーズ・バイ / クロスロード・ブルース / ノーシェルター / ブラック・マジック・ウーマン / バーサス
- スリーアミーゴス バッドカンパニー III（2024年5月 集英社文庫）
  - 収録作品：ワーキングクラス・ヒーロー / オール・アポロジーズ / サムシン・ステューピッド / サンダーライジング

#### 監察官黒滝シリーズ
- ドッグ・メーカー ―警視庁人事一課監察係 黒滝誠治―（2017年7月 新潮文庫）
- ブラッディ・ファミリー ―警視庁人事一課監察係 黒滝誠治―（2022年5月 新潮文庫）

#### 「ヘルドッグス」シリーズ
- 地獄の犬たち（2017年9月 KADOKAWA）
  - 【改題】ヘルドッグス 地獄の犬たち（2020年7月 角川文庫）
- 煉獄の獅子たち（2020年9月 KADOKAWA / 2022年6月 角川文庫） - 『ヘルドッグス 地獄の犬たち』の前日譚
- 天国の修羅たち（2022年8月 角川文庫）

#### その他の作品
- 果てしなき渇き（2005年1月 宝島社 / 2007年6月 宝島社文庫 / 2010年12月 宝島社文庫【新装版上・下】）
- ヒステリック・サバイバー（2006年11月 宝島社 / 2008年11月 宝島社文庫 / 2018年9月 徳間文庫）
- 東京デッドクルージング（2008年8月 宝島社）
  - 【改題】デッドクルージング（2011年11月 宝島社文庫）
- ダブル（2010年9月 幻冬舎 / 2012年10月 幻冬舎文庫）
- ダウン・バイ・ロー（2012年5月 講談社文庫）
- ジャックナイフ・ガール 桐崎マヤの疾走（2014年6月 宝島社文庫）
  - 【改題】ジャックナイフ・ガール（2023年10月 宝島社文庫）
    - 収録作品：スラッシュ＆バーン / サーチ＆デストロイ / ストリート・ファイティング・マン / スティング / リトル・ゲットー・ボーイ
- 猫に知られるなかれ（2015年7月 角川春樹事務所）
- ショットガン・ロード（2016年5月 朝日新聞出版 / 2019年3月 朝日文庫）
- 卑怯者の流儀（2016年9月 徳間書店 / 2018年1月 徳間文庫）
  - 収録作品：野良犬たちの嗜み / 悪党の段取り / はぐれ者たちの成熟 / 秘めたる者らの殺気 / 策略家の踊り / 生き残りの騙り
- 探偵は女手ひとつ（2016年12月 光文社）
  - 【改題】探偵は女手ひとつ シングルマザー探偵の事件日誌（2019年1月 光文社文庫）
    - 収録作品：紅い宝石 / 昏い追跡 / 白い崩壊 / 碧い育成 / 黒い夜会 / 苦い制裁
- PO（プロテクション オフィサー）警視庁組対三課・片桐美波（2017年3月 祥伝社文庫
- 死は望むところ（2017年10月 実業之日本社文庫）
- PO 守護神の槍 警視庁身辺警戒員・片桐美波（2019年9月 祥伝社文庫）
- 鬼哭の銃弾（2021年1月 双葉社 / 2024年7月 双葉文庫）
- 探偵は田園をゆく（2023年2月 光文社） - 『探偵は女手ひとつ』の続編

### 共著
- 小説自殺マニュアル（2003年12月 太田出版） - 赤城修史名義で佐藤広行と共著

### アンソロジー
「」内が深町秋生の作品
- 10分間ミステリー（2012年2月 宝島社文庫）「臆病者の流儀」
- とっさの方言（2012年8月 ポプラ文庫）※エッセイアンソロジー「すんなね」
- もっとすごい！ 10分間ミステリー（2013年5月 宝島社文庫）「なんでもあり」
- 5分で読める！ ひと駅ストーリー 本の物語（2014年12月 宝島社文庫）「ブックよさらば」
- 地を這う捜査 「読楽」警察小説アンソロジー（2015年12月 徳間文庫）「卑怯者の流儀」
- 5分で読める！ ひと駅ストーリー 旅の話（2015年12月 宝島社文庫）「かわいい子には旅をさせよ」
- 10分間ミステリー THE BEST（2016年9月 宝島社文庫）「なんでもあり」
- 刑事という生き方 警察小説アンソロジー（2021年3月 朝日文庫）「野良犬たちの嗜み」
- 警官の道（2021年12月 KADOKAWA / 2023年12月 角川文庫）「クローゼット」
- 3分で殺す！ 不連続な25の殺人（2023年9月 宝島社文庫）「宿命」
- 警官の標 警察小説アンソロジー（2025年2月 朝日文庫）「破談屋」

## 映像化作品

### 映画
- 渇き。（2014年6月27日公開、配給：ギャガ、監督：中島哲也、主演：役所広司、原作：果てしなき渇き）[6]
- ヘルドッグス（2022年9月16日公開、配給：東映、ソニー・ピクチャーズ エンタテインメント、監督：原田眞人、主演：岡田准一、原作：ヘルドッグス 地獄の犬たち）[7]

### テレビドラマ
- アウトバーン マル暴の女刑事・八神瑛子（2014年8月9日、フジテレビ系「土曜プレミアム」枠、主演：米倉涼子、原作：アウトバーン）